# Коло (Дагестан)
Коло — село в Хунзахском районе Дагестана. Входит в состав сельского поселения Хиндахский сельсовет.

## Географическое положение
Расположено на реке Моджох, в 1 км к юго-западу от центра сельского поселения села Хиндах и в 17 км к северо-западу от районного центра села Хунзах.

## Население
| 1888 | 1895 | 1926 | 1939 | 1970 | 1989 | 2002 |
| ---- | ---- | ---- | ---- | ---- | ---- | ---- |
| 217  | ↘191 | ↗214 | ↗266 | ↗307 | ↗384 | ↘351 |
| 2010 | 2021 |      |      |      |      |      |
| ↗540 | ↗541 |      |      |      |      |      |

По данным Всероссийской переписи населения 2010 года — моноэтничное аварское село.